# Svartvit säckmal
Svartvit säckmal (Coleophora albella) är en fjärilsart som först beskrevs av Carl Peter Thunberg 1788.  Svartvit säckmal ingår i släktet Coleophora, och familjen säckmalar. Enligt den finländska rödlistan är arten starkt hotad i Finland. Enligt den svenska rödlistan är arten starkt hotad i Sverige. Arten förekommer på Gotland. Arten har tidigare förekommit på Öland och Götaland men är numera lokalt utdöd. Artens livsmiljö är torra och karga åsmoar.